# Filippo Fabri
Filippo Fabri (... – Bologna, settembre 1449) è stato un religioso italiano servita.

## Biografia
Figlio del notaio Antonio, prese il nome di Filippo entrando nell'ordine servita. Fu vicario e "magister studentium" a S. Maria dei Servi nel 1435, dove diventò dottore in teologia nel 1436 e "sacrae paginae professor" nel 1437, poi "prior provincialis Romandiolae" dell'Ordine e membro del Collegio teologico.
Dal 1447 al 1449 fu predicatore e professore alla facoltà di arti dell'universìtà di Bologna. Ebbe una corrispondenza con Giovanni Tortelli, Taddeo Garganelli, Agostino Scanella, Lorenzo Volpe (fratello di Niccolò Volpe) e i suoi fratelli, Battista, Angelo e Cristoforo.
Morì di peste pur essendosi rifugiato con i fratelli all'eremo di sant'Ansano, presso il monte Adone.